# Hafen Niehl II
Der Hafen Niehl II ist ein linksrheinischer Kölner Hafen mit Güterumschlag in Köln-Merkenich. Der Hafen liegt in Höhe des Rhein-Stromkilometers 699,1.

## Geschichte

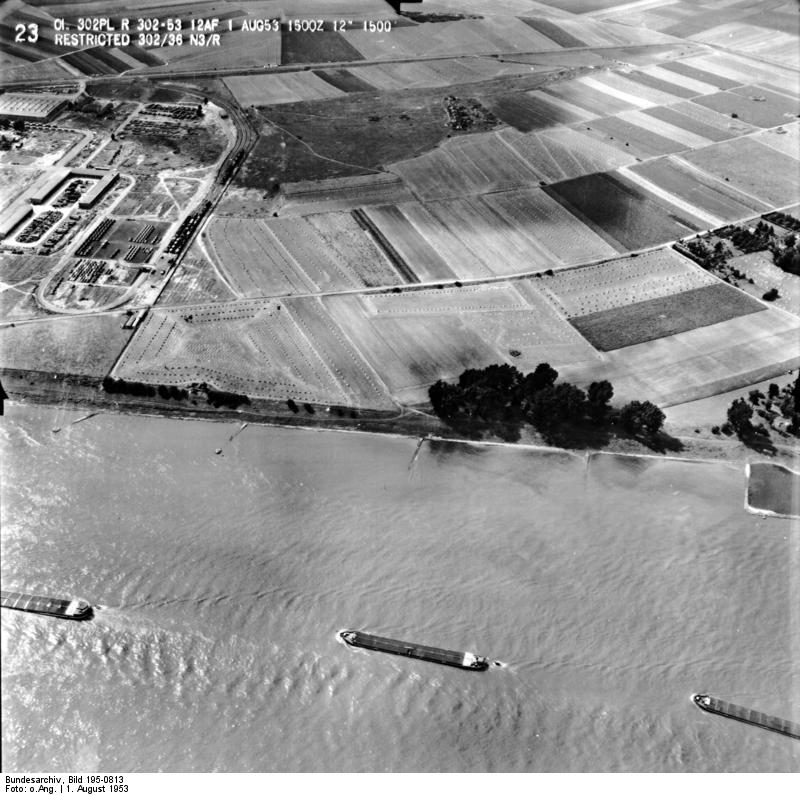
Gebiet des Hafens Niehl II vor dessen Bau

Der Ölhafen Niehl II wurde im Jahr 1958 als Hafen für chemische Flüssiggüter eröffnet, nachdem Niehl I bereits fertiggestellt worden war. Hauptkunden waren die Raffinerie von Esso und die Wacker-Chemie. Mit Schließung der Esso-Raffinerie im Jahr 1985 verlor Niehl II den umsatzstärksten Kunden. Die Hafengesellschaft reagierte hierauf im selben Jahr mit der Errichtung von zwei Roll-on/Roll-off-Anlagen („RoRo“), die Autotransporter samt den von den nahe gelegenen Ford-Werken hergestellten Fahrzeugen verladen können. In den Jahren 2006 und 2007 erfolgte eine Komplettsanierung der nicht öffentlich zugänglichen Hafenanlagen.

## Hafen
Die Anlage besteht aus einem Hafenbecken. Die Wasserfläche des Beckens beträgt 87.900 m², die Landfläche 59.700 m². Niehl II hat zwei Anlagen für flüssige bzw. gasförmige Gefahrgüter. Am Westufer befindet sich die RoRo-Autoverladeanlage für die Fahrzeuge der Ford-Werke.
Die umgeschlagene Hafentonnage beträgt 412.800 t (2011). Hafenbetreiber ist die für alle Kölner Häfen zuständige Unternehmensbeteiligung der Häfen und Güterverkehr Köln (HGK) die RheinCargo GmbH & Co. KG.

## Wirtschaft
Am westlichen Hafenufer entstand zeitgleich mit dem Ölhafen das Heizkraftwerk Köln-Merkenich der heutigen RheinEnergie. Es wurde anfänglich mit Schweröl befeuert.
Westlich des Hafens liegt auf dem ehemaligen Esso-Raffineriegelände der Industriepark Nord. Der Pipeline-Anschluss an den Ölhafen Köln-Niehl II und an das internationale Rohrleitungssystem für Stickstoff, Erdgas, Öl und Industriegase wie Ethylen und Propylen bietet ideale Produktionsbedingungen für Chemieunternehmen.